# Aristolochia papillifolia
Aristolochia papillifolia Ding Hou – gatunek rośliny z rodziny kokornakowatych (Aristolochiaceae Juss.). Występuje endemicznie na wyspie Borneo.

## Morfologia
PokrójPnącze o trwałych i zdrewniałych pędach. Dorasta do 15 m wysokości.
LiścieMają owalny kształt. Mają 13–19 cm długości oraz 9–15,5 cm szerokości. Są prawie skórzaste. Nasada liścia ma prawie ucięty kształt. Całobrzegie, z ostrym lub spiczastym wierzchołkiem. Ogonek liściowy jest nagi i ma długość 6–12 cm.
KwiatyZebrane są w gronach. Mają wyprostowany kształt. Łagiewka jest elipsoidalna lub prawie kulista.
OwoceTorebki o cylindrycznym kształcie. Mają 6,5 cm długości i 1,2 cm szerokości.

## Biologia i ekologia
Rośnie w wiecznie zielonych lasach. Występuje na wysokości około 600 m n.p.m.